# Sant Cosme i Sant Damià de Gospí
Sant Cosme i Sant Damià de Gospí és una capella del poble de Gospí, al municipi de Sant Ramon (Segarra) inclosa en l'Inventari del Patrimoni Arquitectònic de Catalunya.

## Descripció

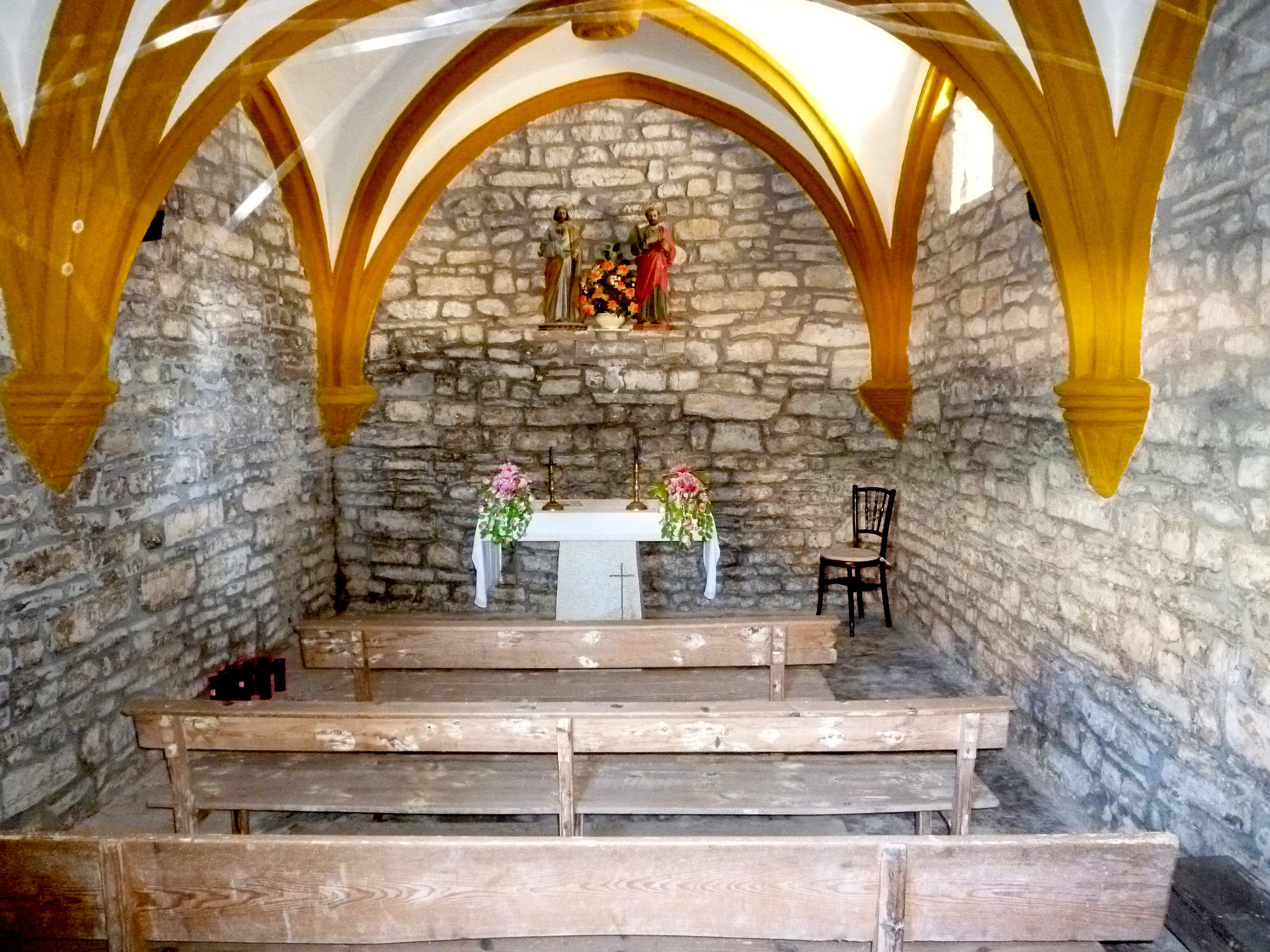
Interior de la capella

Capella situada a l'entrada del nucli, dedicada als antics patrons de Gospí, d'una sola nau amb absis recte, coberta a dues aigües i realitzada amb paredat.
La façana principal presenta un revestiment amb arrebossat realitzat a mitjans del segle XX a causa d'una restauració de la capella, amb la porta d'accés amb arc de mig punt rebaixat, amb la presència a la part superior de la façana d'una inscripció de grans dimensions realitzada amb plaques de pedra amb el nom de la capella. A la part superior, coronant la capella, trobem un campanar d'espadanya d'un sol ull realitzat amb formigó.
L'interior de la capella presenta els murs realitzats amb paredat, amb volta de creueria pintada i clau de volta central. Per damunt de l'altar, trobem la imatge dels dos sants als que està consagrada la capella amb els seus atributs.